# Allan Cumming
Allan Cumming (* 21. März 1996) ist ein südafrikanischer Leichtathlet, der sich auf den Hammerwurf spezialisiert hat und 2022 in Port Louis Afrikameister wurde.

## Sportliche Laufbahn
Erste internationale Erfahrungen sammelte Allan Cumming im Jahr 2015, als er bei den Juniorenafrikameisterschaften in Addis Abeba mit einer Weite von 66,68 m mit dem leichteren 6-kg-Hammer den vierten Platz belegte. 2018 gelangte er bei den Afrikameisterschaften in Asaba mit 67,37 m auf Rang sechs und im Jahr darauf wurde er bei der Sommer-Universiade in Neapel mit 66,49 m Achter. 2022 siegte er dann bei den Afrikameisterschaften in Port Louis mit einem Wurf auf 69,13 m und anschließend gelangte er bei den Commonwealth Games in Birmingham mit 63,17 m auf Rang 13. 2024 gewann er bei den Afrikaspielen in Accra mit 67,57 m die Bronzemedaille hinter dem Ägypter Mostafa el-Gamel und Mohsen Anani aus Tunesien. Auch bei den Afrikameisterschaften im Juni in Douala sicherte er sich mit 69,43 m die Bronzemedaille hinter den Ägyptern el-Gamel und Ahmed Tarek Ismail.
In den Jahren 2021, 2022 und 2024 wurde Cumming südafrikanischer Meister im Hammerwurf.